# 丁小芹
丁小芹（1979年10月17日—），台灣前歌手、演員、通告藝人。

## 生平
丁小芹畢業於能仁家商服裝科，後來成為《美人誌》雜誌的專屬模特兒，曾拍過多個電視廣告。1997年小室哲哉在台灣選新秀，因丁表現良好小室為她取了英文名「T-ara」，「T」是因為她姓「丁」。1998年成為捷友資訊研發的第一套台灣自主研發電腦戀愛模擬遊戲軟體《藍調情人》代言人，同年簽約友善的狗唱片公司。1999年丁小芹推出首張專輯《舞靈精怪》，音樂風格以舞曲為主，第一主打歌《如果我是男生》改编自泰國流行天后塔塔杨（Tata Young）的流行舞曲，音樂錄影帶中的舞步是由日本的舞蹈老師KUROMA所編排，風格為Sisterstep。同年底丁小芹推出第二張專輯《Walking 2000》，請到G-NICE跨刀Rap，專輯內另一歌曲《遊戲》為她代言的華義國際電腦遊戲軟體《夢幻西餐廳2》的主題曲。
2006年成立了「塔堤安娜服飾店」，丁小芹開始把事業重心轉向此。塔堤安娜的服飾共有Tatianna girl和Tatianna style兩大系列，其中Tatianna girl的風格為街頭休閒，Tatianna style則為甜美洋裝。2009年11月，塔堤安娜突然歇業，還爆出財務糾紛，對此丁小芹透過經紀人表示，因自己忙於演藝工作才會收掉服飾店。

## 爭議事件

### 欠債、誹謗等糾紛
丁小芹2013年與一名蔡姓女子合夥，在台北東區開了名為「VIII」的服飾店，卻惹上代購名牌包已付款但沒收到貨的糾紛，遭客人指控詐欺。之後服飾店僅開半年就關門，還被工讀生爆料積欠7000元薪水。丁小芹於2014年在节目上指控合夥人掏空公司、潜逃日本，而被蔡姓母女提告誹謗。而丁小芹為此出庭時，又遭另一名蕭姓男子追討包含酒店住宿錢等30萬元債務。
2014年丁小芹遭桃園一間車行投訴，於去年12月買了一輛78萬台幣的中古保時捷，只先付了訂金9萬元，其餘向銀行貸款，但因無財力證明，於是車行幫忙擔保並代墊其第一期貸款、過戶、保險及設定費共3萬多元，未料接連兩期貸款丁小芹皆遲遲未付，車行欲聯絡處理，丁小芹卻一再以出國、生病、匯錯帳號等理由敷衍。車行擔心商譽和信用受損而向媒體公佈電話錄音，並向桃園地方法院控告丁小芹詐欺。

### 賣假貨被判刑入獄
丁小芹自2015年8月起，在旋轉、蝦皮等拍卖網站贩卖多款仿冒名牌包、衣服等商品，陆续被一共12名买家联合提告。期間同是演藝界的Makiyo、王思佳、李妍瑾等人也曾受害而均出面控訴。
2018年4月，新北地檢署起訴詐欺與違反《商標法》宣判，丁小芹一審判3年6月徒刑，不可易科罰金。法院認定其在拍賣平台販售正品服飾包包，但多人得標付款後，不是收到假貨就是沒收到東西，犯行明確。
2019年9月，丁小芹召開記者會認罪道歉，以求法官給她緩刑。二審認為丁小芹5年內曾因另件詐欺案被判刑不符合緩刑規定；不過考量她已開記者會道歉並與被害人達成和解並賠償，而改判2年6月，為此丁小芹再上訴。
2020年10月19日，最高法院駁回上訴定讞，丁小芹須入監服刑。原11月25日須報到入監，但當天丁小芹聲稱身體不適向檢方請假，遭新北地檢署駁回聲請。26日簽發拘票，倘若拘提無著便會淪為通緝犯。同年12月1日上午，丁小芹向地檢署報到，翌日在桃園女子監獄發監服刑；至2022年4月18日下午获假释出獄。

## 音樂作品

### 唱片
| 發 行 日 期 | 專 輯 名 稱          | 發 行 公 司 | 曲 目 |
| ----------- | -------------------- | ----------- | --- |
| 1999年3月   | 《舞靈精怪》同名專輯 | 友善的狗    | 曲目 1. Fan Tasy 2. 如果我是男生 3. 說再見 4. 說謊 5. No Answer, No Reason 6. 世紀末新生活 7. 乖 8. 思念 9. Beautiful World 10. 聽風的歌  |
| 1999年12月  | 《Walking 2000》     | 友善的狗    | 曲目 1. Walking 2000 2. 遊戲 3. Be Your Friend 4. 是你 5. OH！YEAH 6. PaPaLa 7. 請對我好一點 8. 佔線 9. 走吧 10. Walking 2000(卡拉齊唱版) |

## 演出作品

### 電影
- 2002年三方通話

### 歌舞劇
- 2000年果陀劇場（看見太陽）女主
- 2001年（看見太陽紐約行）女主
- 2002年（情盡夜上海）女二 （任嬌蕊）

### 電視劇
| 年份   | 頻道       | 劇名                            | 角色       |
| ------ | ---------- | ------------------------------- | ---------- |
| 2001年 | 八大综合台 | 《白色戀曲》                    | 宋巧芸     |
| 2002年 | 台視       | 《愛情白皮書》                  | 時繪       |
| 2002年 | 八大電視台 | 《八號風球的愛戀》              | 李李仁前妻 |
| 2002年 | 中視       | 《感應拍檔前世情人              | 芳華       |
| 2003年 | 衛視中文台 | 《兩個月亮》                    | 玟琴       |
| 2003年 | 大陸劇     | 《蒲公英》                      | 張友好     |
| 2003年 | 台視       | 《心動列車》（第三部 廣島之戀） | 靜子       |
| 2006年 | 華視       | 《大老婆小老公》                | 陳凱珊     |

## 出版作品

### 著作
| 出版日期      | 書名              | 出版社 | ISBN            |
| ------------- | ----------------- | ------ | --------------- |
| 2003年1月28日 | 《小臉美人D.I.Y》 | 平裝本 | ISBN 9578034113 |

## 外部連結
- T-ANA丁小芹的Facebook專頁